# Platyceratops
Platyceratops (Platyceratops tatarinovi) – dinozaur z grupy ceratopsów (Ceratopsia).
Żył w okresie późnej kredy (ok. 75–72 mln lat temu) na terenach centralnej Azji. Długość ciała ok. 1 m, wysokość ok. 50 cm, masa ok. 20 kg. Jego szczątki znaleziono w Mongolii.
Jego status jako odrębnego taksonu jest sporny; Czepiński (w druku) uznał gatunek Platyceratops tatarinovi za młodszy synonim Bagaceratops rozhdestvenskyi.